# Смолевичі (футбольний клуб)
«Смолевичі» (біл. Смалявічы) — білоруський футбольний клуб з міста Смолевичів, заснований у 2009 році. За підсумками сезону 2017 команда отримала місце у Вищій лізі чемпіонату Білорусі.

## Історія
У 1996—1997 клуб зі Смолевичів під назвою «Кристал» грав у Третій лізі чемпіонату Білорусі.

### «Вігвам» (2009—2011)
У 2009 році був створений клуб «Вігвам» (назва від фірми-спонсора). Перший сезон клуб провів у чемпіонаті Мінської області, а на наступний рік заявився у Другу лігу. Але тоді клуб успіхів не мав, перебуваючи переважно в нижній частині таблиці.
Влітку 2011 року клуб було перейменовано в «Смолевичі», головним тренером якого став Юрій Пунтус, нещодавно звільнений з берестейського «Динамо». На той момент команда посідала останнє місце у Другій лізі. Клуб зумів виправити ситуацію, закінчивши сезон на 12 місці з 16.

### Сезон 2012
У сезоні 2012 клуб, який отримав нову назву «Смолевичі-СТІ» (від нового спонсора, фірми СарматТермаІнжинірінг), став головним фаворитом Другої ліги. Поповнившись перспективними молодими гравцями, «Смолевичі-СТІ» впевнено йшли до своєї мети — виходу в Першу лігу.
У жовтні 2012 команда провела перший матч на новому стадіоні «Озерний». Здобувши перемогу над «Осиповичами» (2:0), «Смолевичі-СТІ» достроково оформили вихід у Першу лігу.

### Сезон 2013
У сезоні 2013 «Смолевичі-СТІ» дебютували в Першій лізі. Команда продовжувала виступати молодими гравцями, тільки посилилася досвідченим Олегом Страхановичем, який працював під керівництвом Юрія Пунтуса в БАТЕ і МТЗ-РІПО.
Особливих успіхів клуб з Смолевичів не мав, чергуючи перемоги з поразками, і в підсумку опинився в середині турнірної таблиці.
У жовтні 2013 року, після розгромної поразки від свєтлогірського «Хіміка» (1:6), Юрій Пунтус подав у відставку з поста головного тренера. Виконувачем обов'язків головного тренера став Альберт Рибак, який до цього був тренером воротарів.
Швидко після Пунтуса команду покинув один із лідерів Олег Страханович. Команда закінчила сезон на 8 місці.

### Сезон 2014
Після закінчення сезону, в грудні 2013 року, Альберт Рибак призначений головним тренером. Команда зуміла зберегти більшу частину гравців, хоча деякі слідом за Юрієм Пунтусом перейшли в мозирську «Славію».
Першу половину сезону 2014 року команда йшла в середині таблиці. У серпні 2014 року «Смолевичі-СТІ» стали нав'язувати боротьбу за третє місце, яке давало право на стикові матчі за місце у Вищій лізі. Але після трьох поразок поспіль у вересні 2014 року команда знову опинилася в середині таблиці, через що був звільнений головний тренер Альберт Рибак. Новий тренер, Дмитро Новицький, який раніше очолював «Мінськ-2», не зумів виправити ситуацію. Отримавши поразки в останніх п'яти турах, «Смолевичі-СТІ» посіли підсумкове десяте місце.

### Сезон 2015
У сезоні 2015 року значно оновився склад команди — більш ніж наполовину. Сезон почався невдало — після ряду поразок команда опинилася в кінці таблиці. Незважаючи на те, що пізніше ситуація почала виправлятися, в серпні 2015 року головний тренер Дмитро Новицький був звільнений. Незабаром новим тренером був призначений Олександр Бразевич, відомий по роботі в таких клубах, як «Сморгонь», «Торпедо-БелАЗ» і «Речиця-2014». Бразевич зумів підняти команду з 10-го на 7-е місце, яке стало найкращим в історії клубу. По закінченні сезону в листопаді 2015 року спеціаліст покинув Смолевичі.

### Сезон 2016
На початку сезону 2016 року «Смолевичі-СТІ» підписали договір з борисовським БАТЕ, тим самим стали фарм-клубом борисовців. Головним тренером став колишній тренер дубля БАТЕ Віталій Рогожкін. Початок сезону вийшов для команди не дуже вдалим, і в червні Рогожкін залишив свою посаду, на чолі команди став Дмитро Молош. У другій половині сезону «Смолевичі-СТІ» перебували в середині таблиці і в підсумку посіли 8-е місце з 14-ти.

### Сезон 2017
У сезоні 2017 співпраця з БАТЕ було припинена, однак головним тренером залишився Дмитро Молош. Склад команди поповнив ряд досвідчених виконавців, таких як Олег Шкабара, Сергій Ковалюк, Ігор Трухов, Ігор Воронков. З початку турніру «Смолевичі-СТІ» розглядалися як один з фаворитів, а команда змогла швидко захопити лідерство, після першої половини чемпіонату займала перше місце з відривом у 7 очок. Проте, ряд невдач у другій половині сезону дозволив суперникам наздогнати смолевичський клуб. В результаті запеклої боротьби «Смолевичі-СТІ» зайняли друге підсумкове місце і отримали місце у Вищій лізі.

### Сезон 2018
У сезон 2018 команда увійшла з новим головним тренером — Олександром Бразевичем, який раніше вже очолював команду. У січні 2018 року стало відомо, що «Смолевичі-СТІ» змінили назву на «Смолевичі».

## Попередні назви
- 1996—1997: «Кришталь»
- 2009—2011: «Вігвам»
- 2011: «Смолевичі»
- 2012—2017: «Смолевичі-СТІ»
- з 2018 року: «Смолевичі»

## Досягнення
- Переможець Другої ліги: (2012)

## Статистика виступів

### Чемпіонат і Кубок Білорусі
| Сезон | Ліга           | М  | Г  | В  | Н  | П  | Голи   | О  | Кубок       | Примітки           |
| ----- | -------------- | -- | -- | -- | -- | -- | ------ | -- | ----------- | ------------------ |
| 1996  | Третя — Б (Д3) | 7  | 26 | 14 | 3  | 9  | 43–30  | 45 | 1/16 фіналу |                    |
| 1997  | Третя — А (Д3) | 5  | 26 | 13 | 4  | 9  | 39–35  | 43 |             |                    |
| 2010  | Друга (Д3)     | 11 | 34 | 10 | 11 | 13 | 32–41  | 41 | 1/32 фіналу |                    |
| 2011  | Друга (Д3)     | 12 | 30 | 8  | 8  | 14 | 45–48  | 32 | 1/32 фіналу |                    |
| 2012  | Друга (Д3)     | 1  | 36 | 26 | 9  | 1  | 113–22 | 87 | 1/32 фіналу | Вихід у Першу лігу |
| 2013  | Перша (Д2)     | 8  | 30 | 12 | 8  | 10 | 50–37  | 44 | 1/16 фіналу |                    |
| 2014  | Перша (Д2)     | 10 | 30 | 12 | 4  | 14 | 37–41  | 40 | 1/32 фіналу |                    |
| 2015  | Перша (Д2)     | 7  | 30 | 13 | 8  | 9  | 47–37  | 47 | 1/16 фіналу |                    |
| 2016  | Перша (Д2)     | 8  | 26 | 9  | 7  | 10 | 38–29  | 34 | 1/16 фіналу |                    |
| 2017  | Перша (Д2)     | 2  | 30 | 18 | 4  | 8  | 46–22  | 58 | 1/16 фіналу | Вихід у Вищу лігу  |

## Головні тренери
- Олександр Михальченко (2009 — липень 2011)
- Юрій Пунтус (липень 2011 — жовтень 2013)
- Альберт Рибак (в.о. жовтень — грудень 2013; грудень 2013 — вересень 2014)
- Дмитро Новицький (вересень 2014 — серпень 2015)
- Юрій Водовозов (в.о. у серпні 2015)
- Олександр Бразевич (серпень — листопад 2015)
- Віталій Рогожкін (січень — червень 2016)
- Дмитро Молош (в.о. у червні 2016 — січні 2017 року; лютий — грудень 2017)
- Олександр Бразевич (з грудня 2017)